# Otoko wa tsurai yo
Otoko wa tsurai yo (男はつらいよ? "È dura essere un uomo") è una serie di film giapponesi con protagonista Kiyoshi Atsumi nel ruolo di Tora-san (寅さん?), un vagabondo gentile ma sfortunato in amore. La serie stessa è spesso identificata con il nome del protagonista "Tora-san" dai fan. La serie ha generato quarantotto capitoli proiettati fra il 1969 ed il 1995 tutti diretti dal regista Yōji Yamada, ad eccezione del terzo e del quarto film. La serie era considerata dal Guinness dei primati come la più lunga serie cinematografica della storia, finché non è stata superata dalla serie Huang Fei-Hong. Tuttavia, Otoko wa tsurai yo ha il primato di essere stata diretta quasi per intero da un unico regista.
In ogni film è protagonista oltre a Tora-san un personaggio femminile, chiamato Madonna, ed è ambientato in una differente regione del Giappone, benché ci siano capitoli ambientati in Arizona o a Vienna. Dal 1969 al 1989, Ogni anno venivano abitualmente proiettati due film della serie: uno in estate ed uno alla vigilia di capodanno. Dal 1990 al 1995, tuttavia fu proiettato soltanto un film in concomitanza con la vigilia di Capodanno. AnimEigo ha pubblicato per la prima volta la serie negli Stati Uniti nel 2009 con il titolo Tora-san.
La serie è terminata per via dello stato di salute di Atsumi, morto all'età di sessantotto anni per cancro ai polmoni. La serie è stata quindi conclusa senza un finale per il personaggio di Tora-san. Atsumi era talmente identificato con il personaggio di Tora-san, che alla sua morte i fan hanno considerato morto anche Tora-san. Il regista Yamada ha deciso di non continuare la serie dopo la morte dell'attore Atsumi, tuttavia ha rielaborato una sceneggiatura di "Tora-san" rimasta irrealizzata per creare le basi per il film Niji wo Tsukamu Otoko con protagonista Nishida Toshiyuki.
A questa serie, a Shibamata, sono stati dedicati ben due Musei: il Katsushika Shibamata Museo Tora san, dove sono esposti materiali che ripropongono il mondo di Tora san, modellini e un set cinematografico, e il Museo Yamada Yoji.

## Trama
Tutti i film della serie hanno uno sviluppo della trama simile con microscopiche variazioni. Kuruma Torajirō (o Tora-san), un venditore ambulante che non ha nulla, se non il contenuto della sua valigetta ed i vestiti che indossa, viaggia di città in città nella speranza di vendere la propria merce. Il suo desiderio è di tornare nella sua città di Shibamata, Katsushika, Tokyo. I suoi unici familiari sono Sakura (la sua dolce sorellastra), Hiroshi (il marito di Sakura), Mitsuo (il figlio di Sakura e Hiroshi), Tatsuzō (vecchio zio di Tora-san) e Tsune (vecchia zia di Tora-san). Tatsuzō e Tsune gestiscono un negozio di dango a Shibamata.
Nello sviluppo del film Tora-san si inoltra in qualche paese sperduto ed incontra una "Madonna", una giovane donna in difficoltà. Tora-san finisce per innamorarsi della donna, ma nei suoi timidi tentativi di conquistarla finisce inevitabilmente per gettarla nelle braccia di una vecchia fiamma o di un altro uomo. Tora-san finisce invariabilmente con il cuore a pezzi, ma fa buon viso a cattivo gioco e parte per un nuovo viaggio, nella speranza di guarire il suo cuore spezzato.

## Origini televisive
Prima dell'uscita nei cinema del primo film di Otoko wa tsurai yo, una versione della storia in forma di drama televisivo fu trasmessa dal 1968 al 1969. La serie era originariamente intitolata Gukei-Kenmai (愚兄賢妹? "Fratello goffo e sorella saggia"), dal sottotitolo finale di Naite tamaruka (泣いてたまるか?), il cui protagonista era proprio Atsumi Kiyoshi.
Kobayashi Shun'ichi reintitolò la serie Otoko wa tsurai yo, e nell'episodio finale, Torajirō moriva per il morso di un serpente. Questa scelta fece infuriare il pubblico, e la produzione fu costretta a concludere la storia in un altro modo, creando appunto il primo film di Otoko wa tsurai yo. Ad eccezione di Morikawa Shin, il cast di supporto della serie televisiva non riprese il proprio ruolo nel film, anche se Sato Gajiro comparve successivamente in numerosi film della serie.

## Film
| Numero | Titolo | Data di uscita   |
| ------ | --- | ---------------- |
| 1      | Otoko wa tsurai yo (男はつらいよ)                                                                                         | 27 agosto 1969   |
| 2      | Zoku otoko wa tsurai yo 続・男はつらいよ                                                                                  | 15 novembre 1969 |
| 3      | Otoko wa tsurai yo - Fuuten no Tora 男はつらいよ フーテンの寅                                                             | 15 gennaio 1970  |
| 4      | Shin otoko wa tsurai yo 新・男はつらいよ                                                                                  | 27 febbraio 1970 |
| 5      | Otoko wa tsurai yo - Bōkyō hen 男はつらいよ 望郷篇                                                                        | 25 agosto 1970   |
| 6      | Otoko wa tsurai yo - Junjō hen 男はつらいよ 純情篇                                                                        | 15 gennaio 1971  |
| 7      | Otoko wa tsurai yo - Funtō hen 男はつらいよ 奮闘篇                                                                        | 28 aprile 1971   |
| 8      | Otoko wa tsurai yo - Torajirō koiuta 男はつらいよ 寅次郎恋歌                                                              | 29 dicembre 1971 |
| 9      | Otoko wa tsurai yo - Shibamata bōjō 男はつらいよ 柴又慕情                                                                 | 5 agosto 1972    |
| 10     | Otoko wa tsurai yo - Torajirō yumemakura 男はつらいよ 寅次郎夢枕                                                          | 29 dicembre 1972 |
| 11     | Otoko wa tsurai yo - Torajirō wasurenagusa 男はつらいよ 寅次郎忘れな草                                                    | 4 agosto 1973    |
| 12     | Otoko wa tsurai yo - Watashi no tora-san 男はつらいよ 私の寅さん                                                          | 26 dicembre 1973 |
| 13     | Otoko wa tsurai yo - Torajirō koiyatsure 男はつらいよ 寅次郎恋やつれ                                                      | 10 agosto 1974   |
| 14     | Otoko wa tsurai yo - Torajirō komoriuta 男はつらいよ 寅次郎子守唄                                                         | 28 dicembre 1974 |
| 15     | Otoko wa tsurai yo - Torajirō aiaigasa 男はつらいよ 寅次郎相合い傘                                                        | 2 agosto 1975    |
| 16     | Otoko wa tsurai yo - Katsushika risshihen 男はつらいよ 葛飾立志篇                                                         | 27 dicembre 1975 |
| 17     | Otoko wa tsurai yo - Torajirō yūyake koyake 男はつらいよ 寅次郎夕焼け小焼け （仮タイトルは「男はつらいよ 柴又の伊達男」） | 24 luglio 1976   |
| 18     | Otoko wa tsurai yo - Torajirō junjōshishū 男はつらいよ 寅次郎純情詩集                                                     | 25 dicembre 1976 |
| 19     | Otoko wa tsurai yo - Torajirō to tonosama 男はつらいよ 寅次郎と殿様                                                       | agosto 6, 1977   |
| 20     | Otoko wa tsurai yo - Torajirō gambare! 男はつらいよ 寅次郎頑張れ!                                                         | 24 dicembre 1977 |
| 21     | Otoko wa tsurai yo - Torajirō wagamichi wo yuku 男はつらいよ 寅次郎わが道をゆく                                           | 5 agosto 1978    |
| 22     | Otoko wa tsurai yo - Uwasa no torajirō 男はつらいよ 噂の寅次郎                                                            | 27 dicembre 1978 |
| 23     | Otoko wa tsurai yo - Tonderu Torajirō 男はつらいよ 翔んでる寅次郎                                                         | 4 agosto 1979    |
| 24     | Otoko wa tsurai yo - Torajirō haru no yume 男はつらいよ 寅次郎春の夢                                                      | 28 dicembre 1979 |
| 25     | Otoko wa tsurai yo - Torajirō haibisukasu no hana 男はつらいよ 寅次郎ハイビスカスの花                                     | 2 agosto 1980    |
| 26     | Otoko wa tsurai yo - Torajirō kamome uta 男はつらいよ 寅次郎かもめ歌                                                      | 28 dicembre 1980 |
| 27     | Otoko wa tsurai yo - Naniwa no koi no Torajirō 男はつらいよ 浪花の恋の寅次郎                                              | 8 agosto 1981    |
| 28     | Otoko wa tsurai yo - Torajirō kamifūsen 男はつらいよ 寅次郎紙風船                                                         | 29 dicembre 1981 |
| 29     | Otoko wa tsurai yo - Torajirō ajisai no koi 男はつらいよ 寅次郎あじさいの恋                                               | 7 agosto 1982    |
| 30     | Otoko wa tsurai yo - Hana mo arashi mo Torajirō 男はつらいよ 花も嵐も寅次郎                                               | 28 dicembre 1982 |
| 31     | Otoko wa tsurai yo - Tabi to onna to Torajirō 男はつらいよ 旅と女と寅次郎                                                 | 6 agosto 1983    |
| 32     | Otoko wa tsurai yo - Kuchibue o fuku Torajirō 男はつらいよ 口笛を吹く寅次郎                                               | 28 dicembre 1983 |
| 33     | Otoko wa tsurai yo - Yogiri ni musebu torajirō 男はつらいよ 夜霧にむせぶ寅次郎                                            | 4 agosto 1984    |
| 34     | Otoko wa tsurai yo - Torajirō shinjitsu ichiro 男はつらいよ 寅次郎真実一路                                                | 28 dicembre 1984 |
| 35     | Otoko wa tsurai yo - Torajirō ren'aijuku 男はつらいよ 寅次郎恋愛塾                                                        | 3 agosto 1985    |
| 36     | Otoko wa tsurai yo - Shibamata yori ai wo komete 男はつらいよ 柴又より愛をこめて                                          | 28 dicembre 1985 |
| 37     | Otoko wa tsurai yo - Shiawase no aoi tori 男はつらいよ 幸福の青い鳥                                                       | 20 dicembre 1986 |
| 38     | Otoko wa tsurai yo - Shiretoko bojō 男はつらいよ 知床慕情                                                                 | 15 agosto 1987   |
| 39     | Otoko wa tsurai yo - Torajirō monogatari 男はつらいよ 寅次郎物語                                                          | 26 dicembre 1987 |
| 40     | Otoko wa tsurai yo - Torajirō sarada kinenbi 男はつらいよ 寅次郎サラダ記念日                                              | 24 dicembre 1988 |
| 41     | Otoko wa tsurai yo - Torajirō kokoro no tabiji 男はつらいよ 寅次郎心の旅路                                                | 5 agosto 1989    |
| 42     | Otoko wa tsurai yo - Boku no ojisan 男はつらいよ ぼくの伯父さん                                                           | 27 dicembre 1989 |
| 43     | Otoko wa tsurai yo - Torajirō no kyūjitsu 男はつらいよ 寅次郎の休日                                                       | 22 dicembre 1990 |
| 44     | Otoko wa tsurai yo - Torajirō no kokuhaku 男はつらいよ 寅次郎の告白                                                       | 21 dicembre 1991 |
| 45     | Otoko wa tsurai yo - Torajirō no seishun 男はつらいよ 寅次郎の青春                                                        | 26 dicembre 1992 |
| 46     | Otoko wa tsurai yo - Torajirō no endan 男はつらいよ 寅次郎の縁談                                                          | 25 dicembre 1993 |
| 47     | Otoko wa tsurai yo - Haikei, Kuruma Torajirō sama 男はつらいよ 拝啓車寅次郎様                                             | 23 dicembre 1994 |
| 48     | Otoko wa tsurai yo - Torajirō kurenai no hana 男はつらいよ 寅次郎紅の花                                                   | 23 dicembre 1995 |
| 49     | Otoko wa tsurai yo - Torajirō haibisukasu no hana tokubetsuhen 男はつらいよ 寅次郎ハイビスカスの花 特別篇                 | 22 novembre 1997 |
| 50     | Otoko wa tsurai yo 50 - Okaeri, Torasan 男はつらいよ 寅次郎ハイビスカスの花 特別篇                                        | 27 dicembre 2019 |